# Phenacohelix
Phenacohelix is een geslacht van weekdieren uit de klasse van de Gastropoda (slakken).

## Soorten
- Phenacohelix aurea Goulstone, 2001
- Phenacohelix brooki Goulstone, 2001
- Phenacohelix giveni Cumber, 1961
- Phenacohelix hakarimata Goulstone, 2001
- Phenacohelix lucetta (Hutton, 1884)
- Phenacohelix mahlfeldae Goulstone, 2001
- Phenacohelix perplexa (R. Murdoch, 1897)
- Phenacohelix pilula (Reeve, 1852)
- Phenacohelix ponsonbyi (Suter, 1897)
- Phenacohelix tholoides (Suter, 1907)
- Phenacohelix ziczac (Gould, 1848)